# Paolo Bettini
Paolo Bettini (n. 1 aprilie 1974, Cecina, Toscana, Italia) este un ciclist italian, medaliat olimpic. A participat la 3 ediții ale Jocurilor Olimpice (2000, 2004, 2008) în care a câștigat o medalie de aur.